# Benjamin Reding

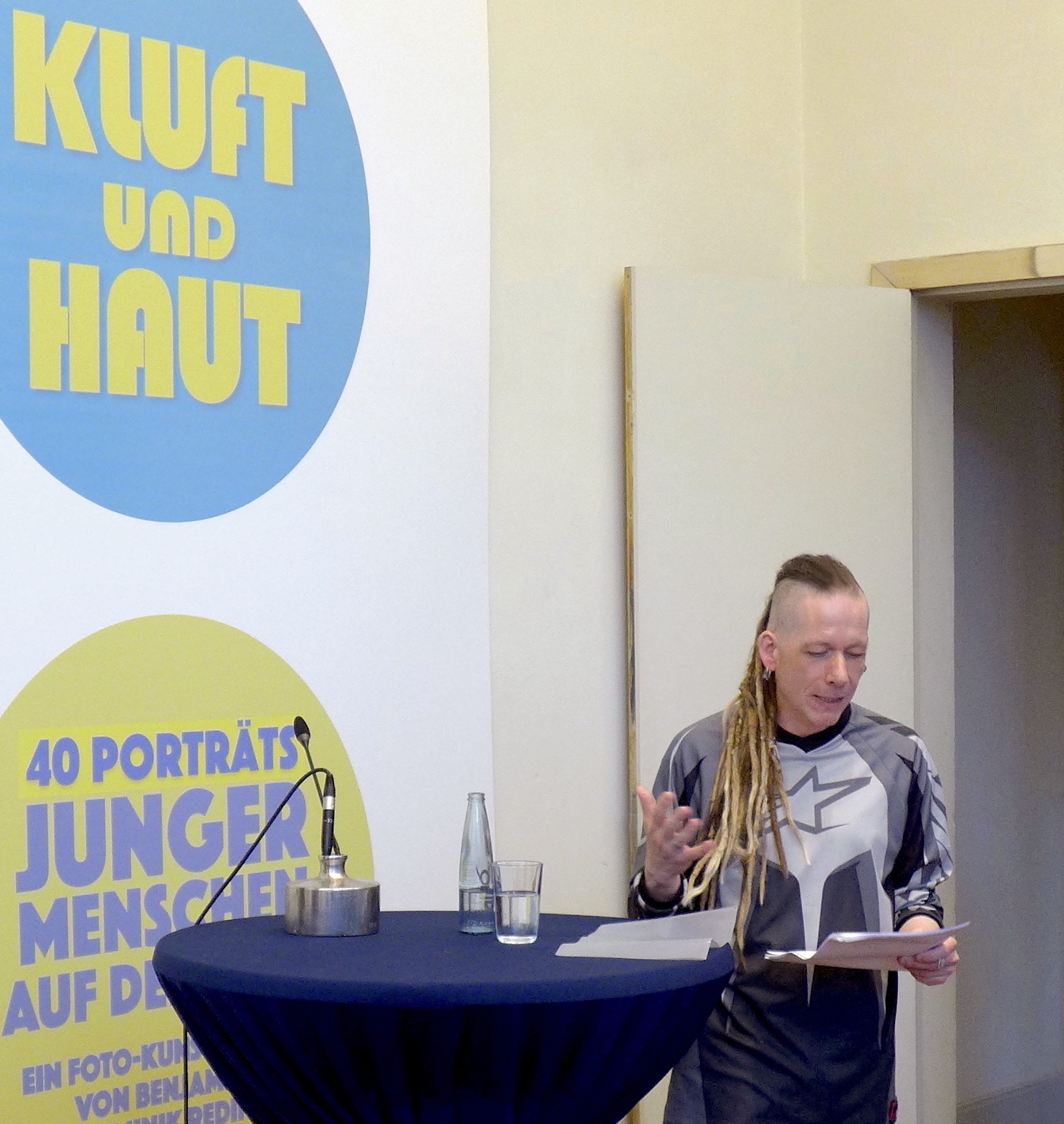
Benjamin Reding bei der Eröffnungsrede seiner Ausstellung Kluft und Haut im August 2019 in Saarbrücken

Benjamin Reding (* 3. Januar 1969 in Dortmund) ist ein deutscher Filmregisseur, Drehbuchautor und Autor.

## Leben
Vor seinem Abitur im Jahr 1987 war Reding zunächst für zwei Jahre als Anti-Zensur-Referent in der AG Junge Presse Nordrhein-Westfalen aktiv, danach als freischaffender Plakatgestalter und von 1990 bis 1991 als Sänger der Dortmunder Crossover-Band ColeDress. Dann studierte er Archäologie und Kunstgeschichte an der Ruhr-Universität Bochum. Ab 1990 arbeitete Reding als freier Journalist für den WDR und wurde Darsteller am Studententheater der Ruhr-Universität sowie am N.N.-Straßentheater in Köln. 1991 brach Reding sein Studium ab und wurde Regie-Assistent am Schauspielhaus Bochum, unter anderem unter Frank-Patrick Steckel und Andrea Breth. Ein Jahr später führte er erstmals selbst Regie für das Kinder- und Jugendtheater am Schauspielhaus Bochum. Nach ersten eigenen Erfahrungen als Darsteller auf der Bühne des Schauspielhauses begann Reding 1992 eine professionelle Schauspielausbildung an der Hochschule für Musik und Darstellende Kunst Stuttgart, die er 1995 mit dem Diplom abschloss. Direkt im Anschluss gehörte er noch dem Ensemble des Staatstheaters Stuttgart unter Friedrich Schirmer als Gast-Schauspieler an. Außerdem arbeitete Reding ab 1996 viele Jahre als Hörspielsprecher für verschiedene Rundfunkanstalten der ARD.
Von 1993 bis 1997 beteiligte sich Benjamin Reding an mehreren Kurzfilmen seines Zwillingsbruders Dominik Reding als Darsteller, Co-Regisseur und Co-Produzent. 1997 begann die Arbeit an dem Debüt-Spielfilm Oi! Warning. 1998 gründete Reding zusammen mit seinem Bruder dazu in Hamburg die Eye!Warning-Filmproduktion.
Seither realisierte Benjamin Reding zwei Kinofilme als Autor, Regisseur, Produzent, Caster, Location-Scout und Set-Fotograf: Oi! Warning und Für den unbekannten Hund. Das Drehbuch zum Kinder- und Jugendkinofilm-Projekt Der Golem und die zweifache Welt blieb bisher unverfilmt. Daneben arbeitete er als Buchautor (Oi! Warning, ein Film auf eigene Gefahr) und schreibt regelmäßig als Kolumnist für das Architekturmagazin AIT. Von 2003 bis 2005 hatte Reding eine Lehrtätigkeit als Gastdozent an der Deutschen Film- und Fernsehakademie Berlin inne. 2006 war Reding für die Wahl zum Abgeordnetenhaus von Berlin Spitzenkandidat der satirischen Punk-Partei Anarchistische Pogo-Partei Deutschlands/APPD. 1999 erhielt er den Förderpreis der Directors Guild of America, 2003 den Förderpreis Film- und Medienkunst der Akademie der Künste in Berlin. Seit 2008 ist Benjamin Reding Mitglied der Deutschen Filmakademie.
Nach 2011 arbeitete Reding auch verstärkt als Foto-Künstler: Bildbeiträge von ihm wurden u. a. in Der Spiegel, der Los Angeles Times in der Frankfurter Allgemeinen Zeitung, der Variety, in Der Tagesspiegel oder der Folha de S. Paulo veröffentlicht. Seine visuellen Arbeiten waren darüber hinaus auch Cover-Motive von filmdienst, epd-Film und dem Film & TV Kameramann. Hinzu kamen in den letzten Jahren noch drei Buchveröffentlichungen mit 120 seiner Fotografien und Grafiken (Alles Office, Coming Home, Pretty Public), mehrere Plakat-Entwürfe, sowie eine raumgreifende Fotokunst-Ausstellung mit einem Zyklus von 43 großformatigen Werken in der ehemaligen französischen Botschaft in Saarbrücken unter dem Titel Kluft und Haut. Seit 2022 ist der Bilderzyklus Kluft und Haut Teil der Sammlung Kunst und Kunsthandwerk 20. und 21. Jahrhundert sowie der Dauerausstellung Handwerk und Medizin im Germanischen Nationalmuseum Nürnberg.
Im Alter von drei Jahren erkrankte Benjamin Reding u. a. an insulinabhängigem Diabetes mellitus, Typ 1. Er ist seitdem schwerbehindert. Diese genetisch-bedingte, immunvermittelte und chronische Stoffwechsel-Erkrankung begleitet ihn zeit seines Lebens. Reding lebt offen queer und seit 2001 in Berlin-Neukölln.

## Filmografie

### Regie, Drehbuch und Produktion

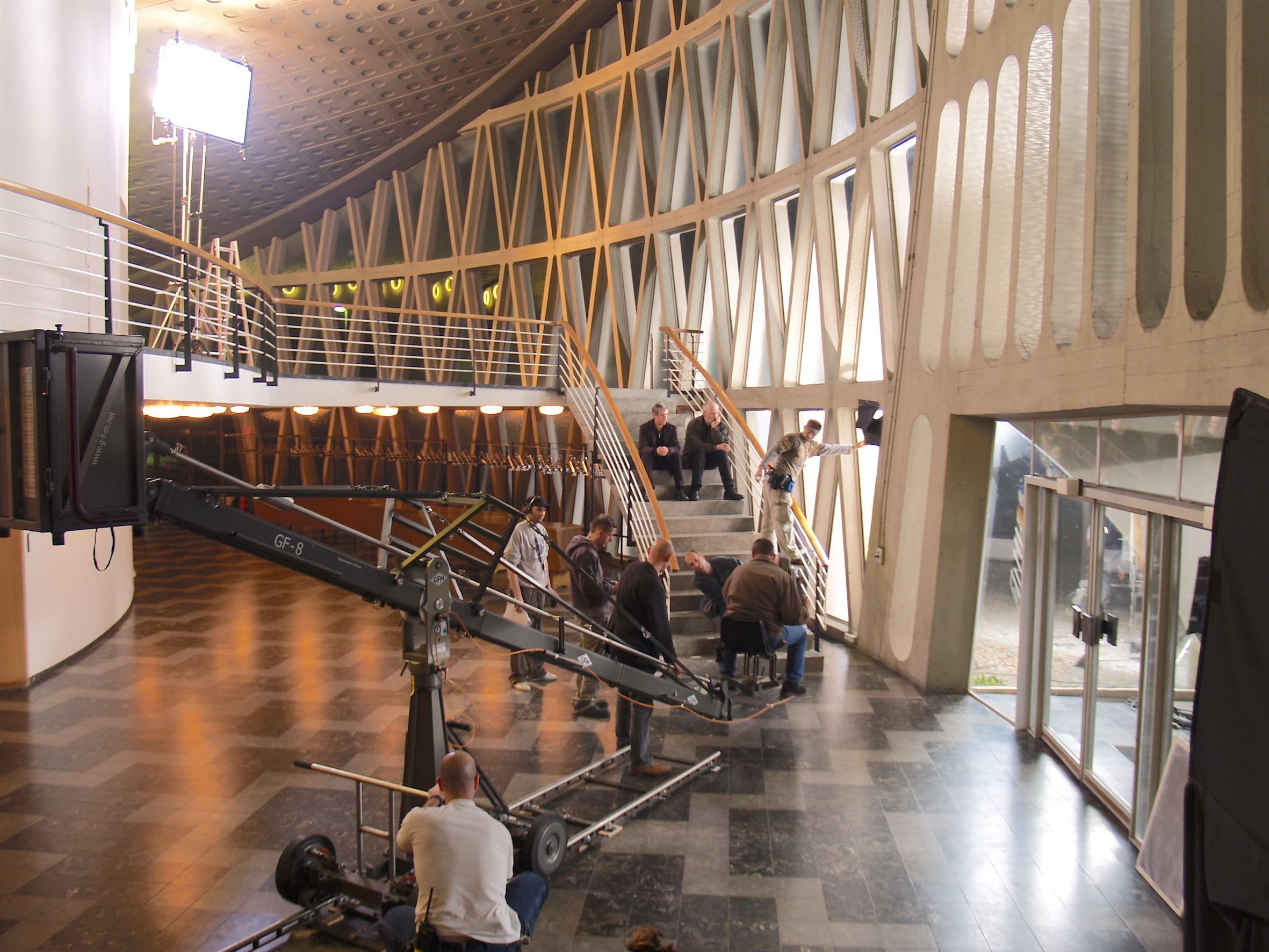
Dreharbeiten zu Für den unbekannten Hund im ehem. Feierabendhaus Knapsack in Hürth im Oktober 2005

- 1992: Acker-Leute-Goethe (Kurzfilm)
- 1993: Adrians Montag (Kurzfilm)
- 1995: Dreck (Kurzfilm)
- 1996: Taste the sweat! (Kurzfilm)
- 1999: Der Mann des Zufalls (7 Kurzfilme für Theaterproduktion)
- 2000: Oi! Warning (auch Casting, Drehbuch und Produktion)
- 2002: Stay away from the good guys (Videoclip für die Band Terrorgruppe)
- 2007: Für den unbekannten Hund (auch Casting, Drehbuch und Produktion)

### Protagonist
- 2009: Auf der anderen Seite der Leinwand – 100 Jahre Moviemento (Dokumentarfilm), Buch und Regie: Bernd Sobolla

## Theater
- 1990: Regie am Schauspielhaus Bochum für das Kinderstück Die verliebte Wolke (Sevdalı Bulut) des türkischen Dichters und Dramatikers Nâzım Hikmet.[20]
- 2014: NSU for you / Ein Abend mit Beate, Bühnenstück (Entwurf, zusammen mit Dominik Reding) für die Kammerspiele des Deutschen Theaters, Berlin[21][22]

## Ausstellungen

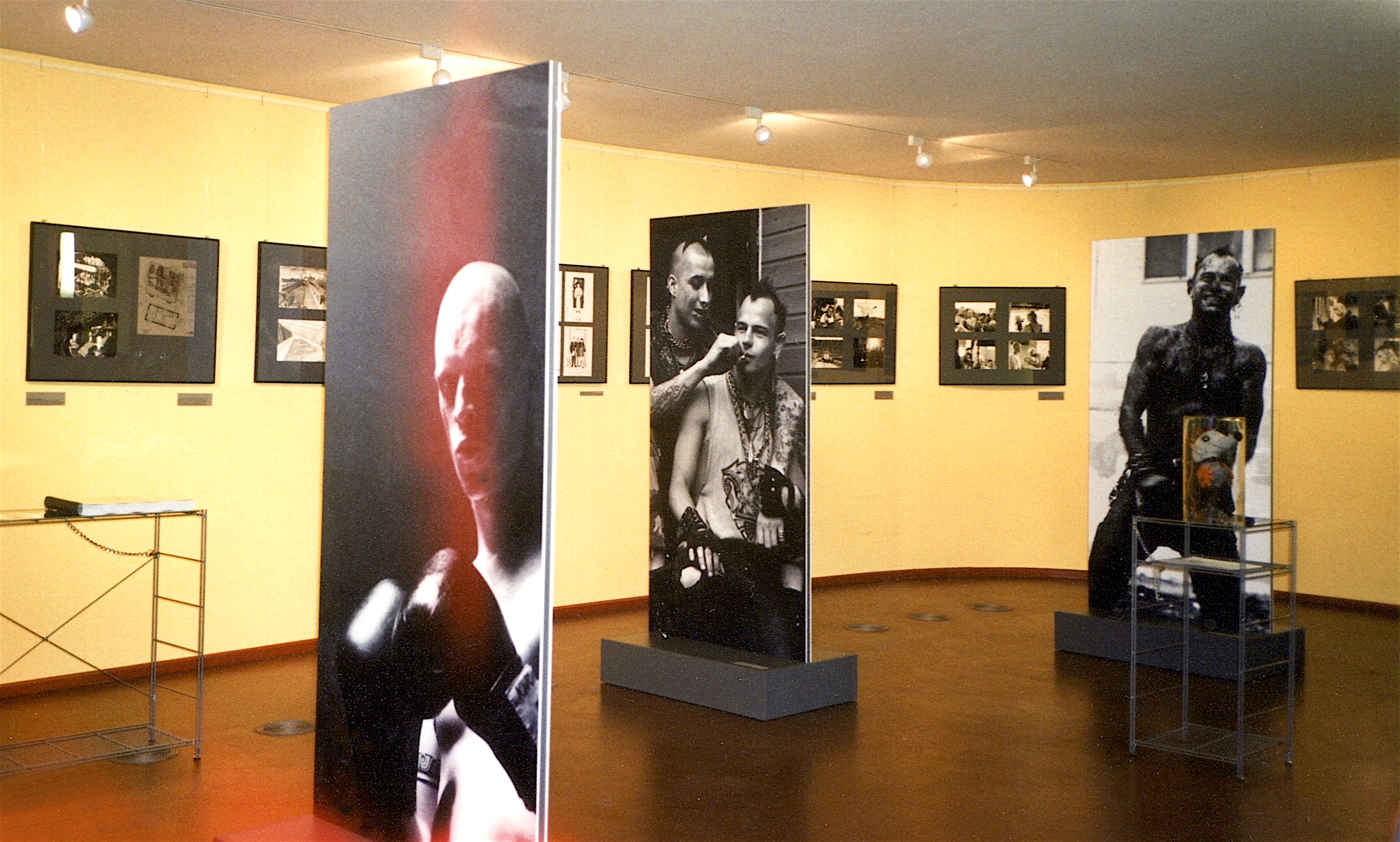
Ausstellung zu Oi!Warning in Berlin, 2002

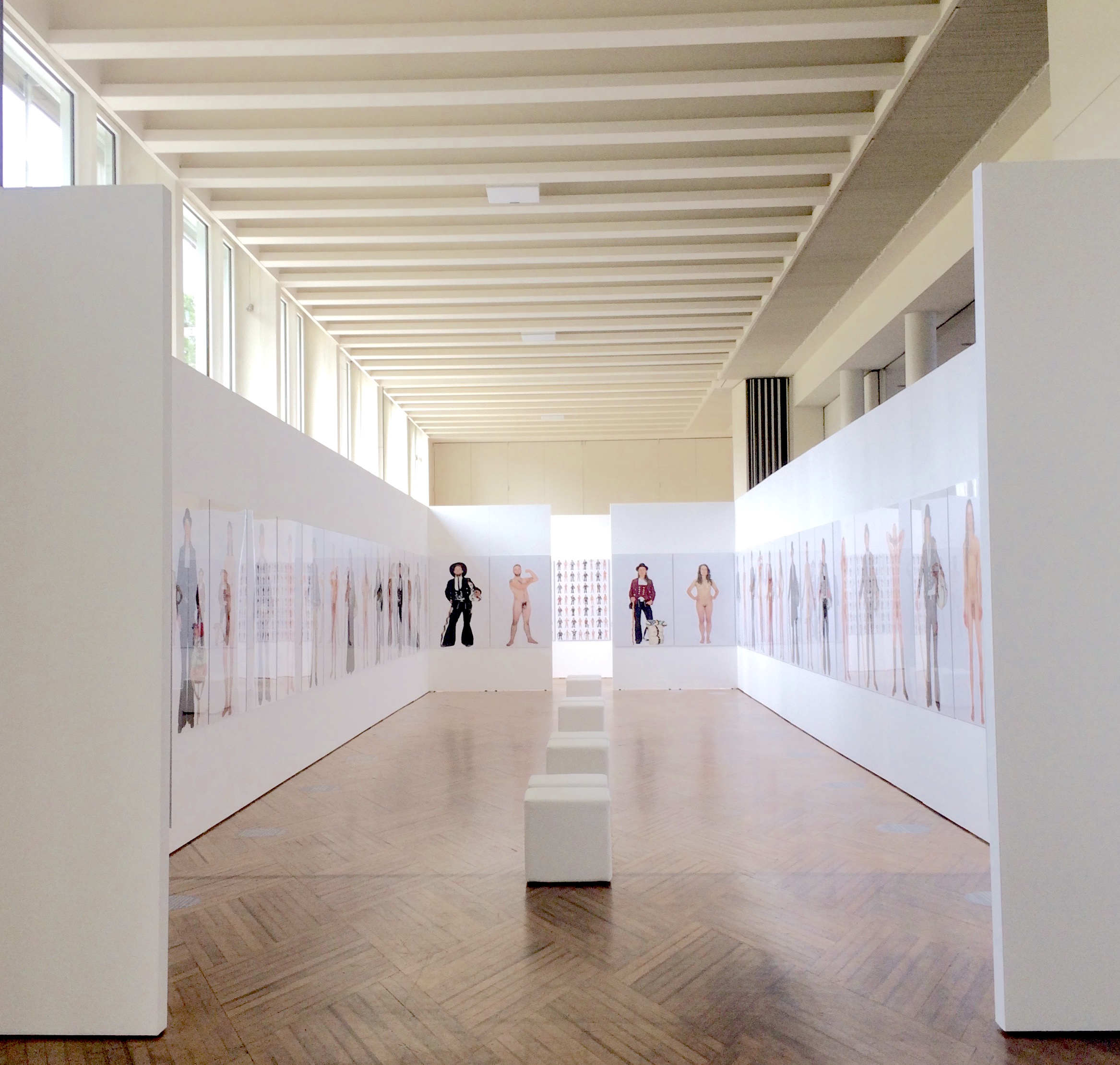
Blick in die Ausstellung Kluft und Haut von Benjamin Reding im Pingusson-Bau in Saarbrücken am Eröffnungstag, dem 9. August 2019

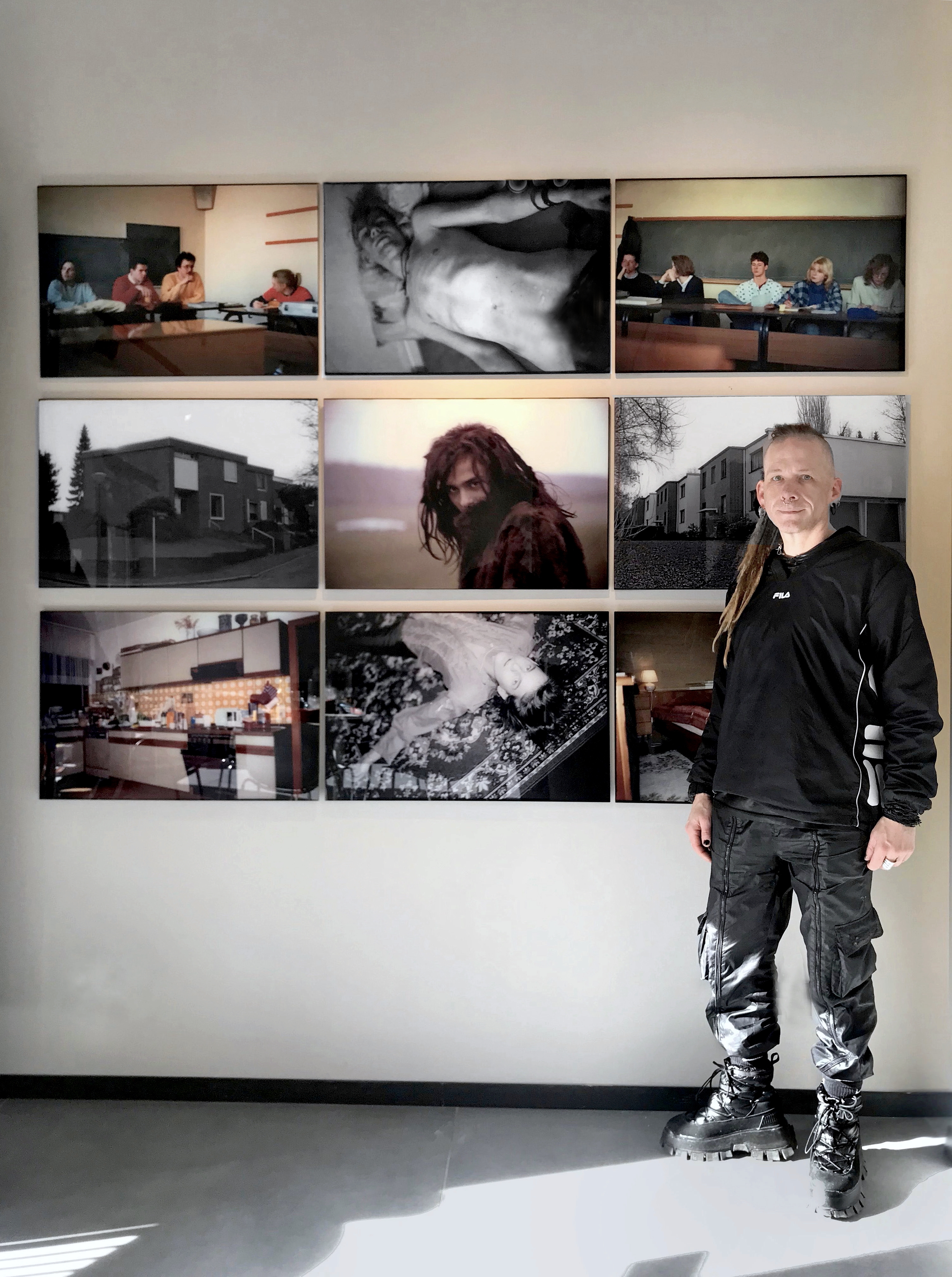
Benjamin Reding in der P6-Galerie bei der Eröffnung der Gruppenausstellung Temptation vor dem Fotokunstwerk Dagegen - We can´t keep on living like this im April 2023

- 2002 zur Entwicklungsgeschichte und dem Set-Design von Oi! Warning im Kino Babylon, Berlin-Mitte[23]
- 2010 und 2011 zur Filmarchitektur von Für den unbekannten Hund in den AIT-Architektursalons in Hamburg, München und Köln[24]
- von August bis September 2019 Fotokunst-Ausstellung Kluft und Haut mit einem Bilder-Zyklus von ings. 43 Porträtfotografien von Benjamin Reding (im Format 97 cm × 149 cm) und Begleittexten von Dominik Reding zu Gesellinnen und Gesellen auf ihrer traditionellen Wanderschaft in ihrer typischen Arbeits-Kluft (Zunftkleidung) und als Akt (Kunst) im Pingusson-Bau (ehem. Französische Botschaft in Saarbrücken), in Kooperation mit dem Kultusministerium des Saarlands.[25][26]
- von September bis Oktober 2019 Fotokunst-Ausstellung Kluft und Haut mit einem Bilder-Zyklus von ings. 41 Porträtfotografien von Benjamin Reding von Gesellinnen und Gesellen auf ihrer traditionellen Wanderschaft im Museum Lüneburg.[27]
- von Anfang Juli bis Ende Oktober 2020 wurden acht Porträts aus dem Foto-Zyklus Kluft und Haut in der Ausstellung Halle 1. Ein Experiment des Germanischen Nationalmuseums Nürnberg gezeigt.[28]
- seit Oktober 2022 Präsentation von zwei Werken aus dem Foto-Zyklus Kluft und Haut in der Dauerausstellung Handwerk und Medizin des Germanischen Nationalmuseums Nürnberg.
- von April bis Oktober 2023 Präsentation eines Ganzkörper-Portraits aus dem Foto-Zyklus Kluft und Haut in der Jahresausstellung Horizonte. Geschichten und Zukunft der Migration des Germanischen Nationalmuseums Nürnberg.
- von April bis Juni 2023, Präsentation der Arbeit Dagegen - We can´t keep on living like this in der Ausstellung Temptation in der P6 Galerie in Berlin.

## Auszeichnungen

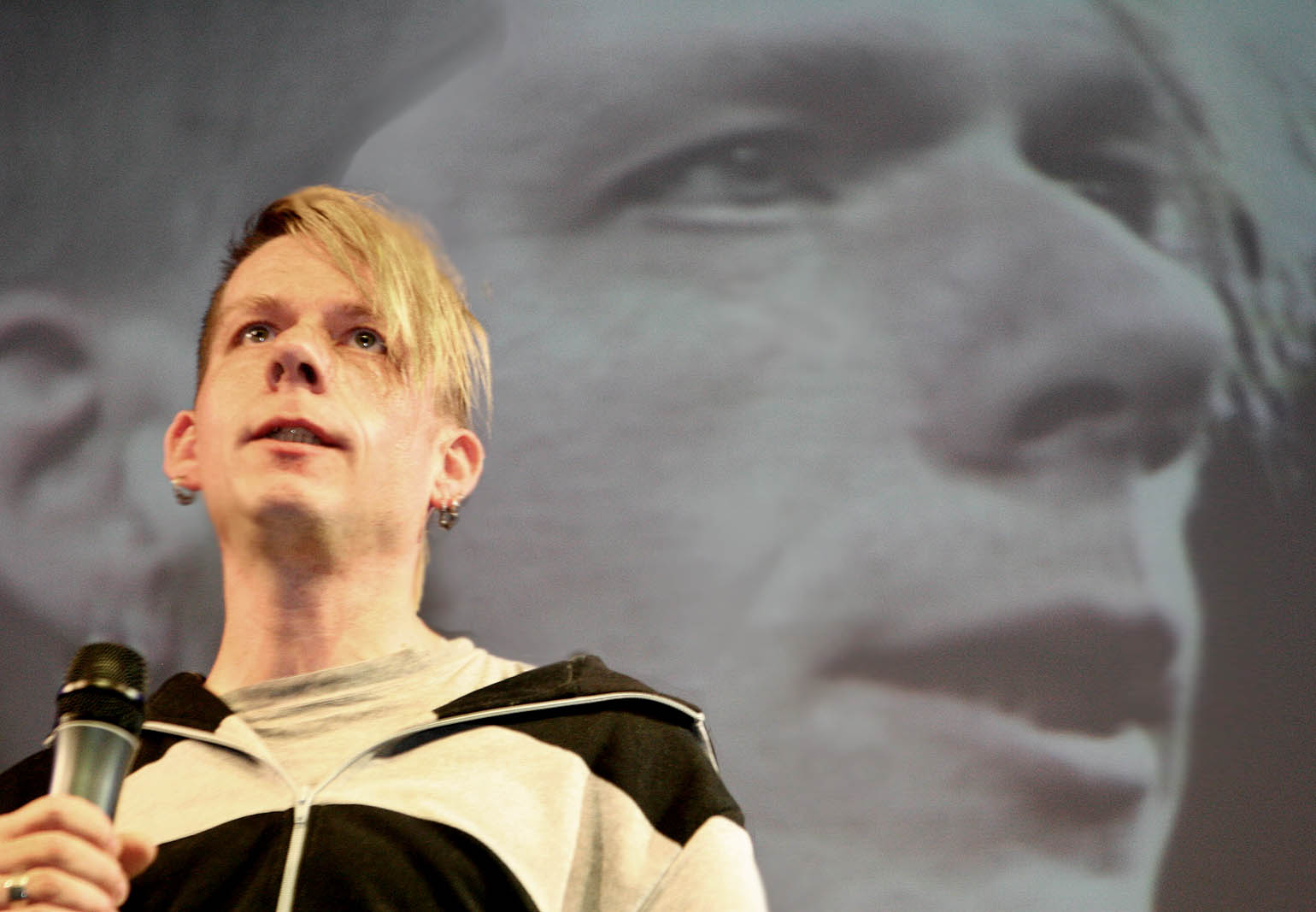
Benjamin Reding am 4. November 2007 bei der Verleihung des „Goldenen Bibers“ auf den Biberacher Filmfestspielen

- Outstanding Emerging Talent Award der Directors Guild of America, Los Angeles 1999
- Air Canada Publikumspreis auf dem Montreal World Film Festival 1999
- NDR-Förderpreis 1999 auf dem Filmkunstfest Schwerin
- Preis des Saarländischen Ministerpräsidenten auf dem Max-Ophüls-Filmfestival 1999 für Oi! Warning
- Filmpreis 2000 des DGB auf dem Internationalen Filmfest Emden
- Publikumspreis auf dem International Film Festival Leeds 2000
- Spezialpreis der Jury beim 17. Festival International du Premier Film d’Annonay 2000
- Produzentenpreis Branchentiger der Filmförderungsanstalt 2001 für Oi! Warning (für die im Jahr 2000 erreichte Zuschauerzahl von mindestens 100.000)[29]
- Förderungspreis Film- und Medienkunst des Kunstpreises Berlin 2003 der Akademie der Künste, Berlin[30]
- Publikumspreis, Festival des deutschen Films 2007 für: Für den unbekannten Hund
- Otto Sprenger Preis, Internationales Filmfest Oldenburg, 2007
- Hauptpreis Goldener Biber der Biberacher Filmfestspiele 2007 für: Für den unbekannten Hund
- Prädikat: „wertvoll“ (für: Oi! Warning in 2000) und „besonders wertvoll“ (für: Für den unbekannten Hund in 2007) der Filmbewertungsstelle Wiesbaden

## Künstlerische Arbeiten

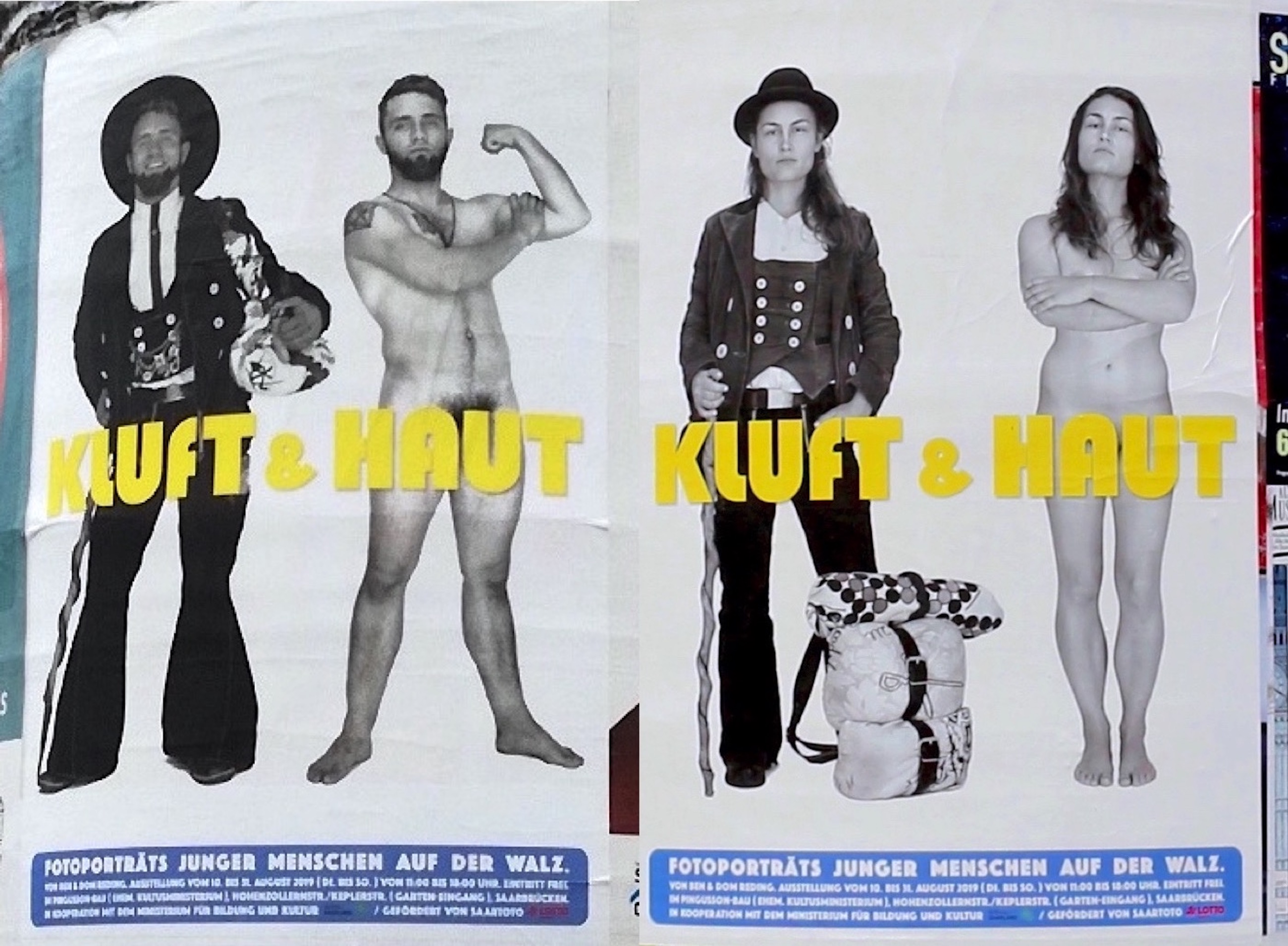
Zwei Plakate, gestaltet von Benjamin Reding, für die Fotokunst-Ausstellung Kluft und Haut an Litfaßsäulen in Saarbrücken im August 2019

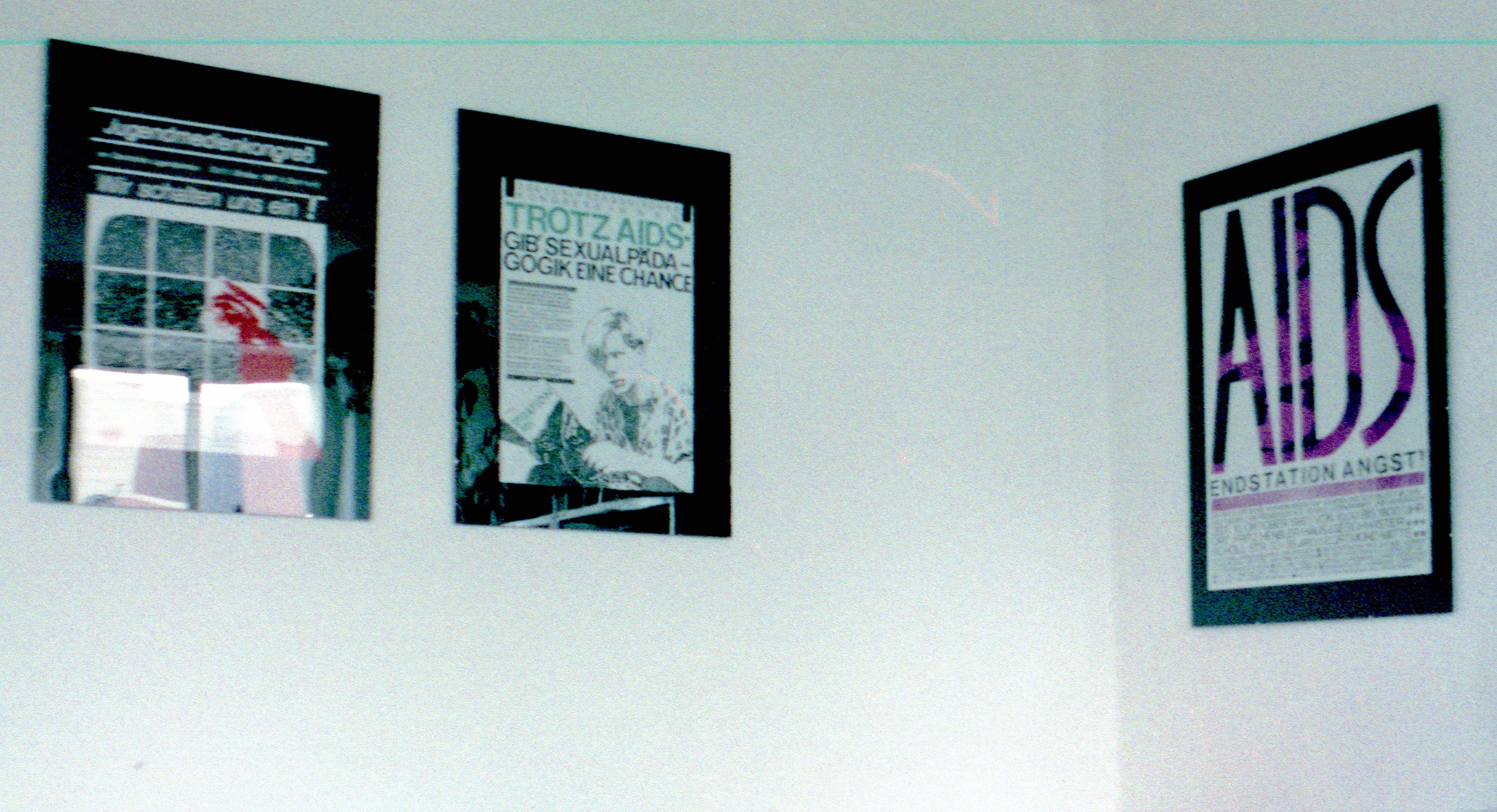
Plakate von Benjamin Reding, ausgestellt im Institut für Sozialpädagogik in Dortmund, 1989

- 1987 Plakat Wir schalten uns ein! zum 1. Jugend-Medien-Kongress der Deutschen Jugendpresse (bis 2003 DJP, heute Jugendpresse Deutschland)
- 1987, Plakat und Schriftentwurf zu Bei Liebe klickt’s, Foto-Projekt und Ausstellung des Jugendamtes der Stadt Dortmund zu Liebe, Freundschaft und Sexualität unter Jugendlichen[31][32]
- 1987 Plakat Aids – Endstation Angst? für das Dortmunder Institut für Sozialpädagogik (heute Fakultät 12 der Technischen Universität Dortmund). Seit Februar 2025 ist das Plakat Teil der ständigen Sammlung des Deutschen Hygiene-Museums Dresden[33]
- 1988 Plakat Trotz Aids: Gib’ Sexualpädagogik eine Chance! für das Dortmunder Institut für Sozialpädagogik (heute Fakultät 12 der Technischen Universität Dortmund)
- 1993–1997 Plakate zu den Kurzfilmen Adrians Montag, Dreck und Taste the sweat!
- 2000 offizielles Plakat, Presseheft und Schriftentwurf zum Kinofilm Oi!Warning
- 2002 Ausstellungs-Architektur zur Präsentation Oi!WARNING/REVISITED im Kino Babylon in Berlin-Mitte
- 2007 offizielles Plakat, Presseheft und Schriftentwurf zum Kinofilm Für den unbekannten Hund
- 2019 Ausstellungs-Architektur, Plakate, Logo und Info-Flyer zur Fotokunst-Ausstellung Kluft und Haut des Ministeriums für Bildung und Kultur des Saarlands in Saarbrücken

## Sonstiges
- Am Silvester-Abend 1996/97 hatte Benjamin Reding zusammen mit seinem Bruder Dominik nach eigener Aussage eine Begegnung mit dem später als NSU-Trio bekannt gewordenen Uwe Böhnhardt, Uwe Mundlos und Beate Zschäpe im Erfurter Hauptbahnhof, bei der auf die Reding-Brüder mehrfach geschossen wurde.[34] Diese Schießerei wurde laut MDR und den Ermittlungsergebnissen der Staatsanwaltschaft Erfurt und der Thüringer Generalstaatsanwaltschaft Jena von mehreren Zeugen übereinstimmend bestätigt.[35]
- Nach einem Disput über die zweimalige Nicht-Nominierung des Spielfilms Oi! Warning des damaligen Vergabe-Gremiums des Deutschen Filmpreises mit dem für den Filmpreis verantwortlichen Beauftragten der Bundesregierung für Kultur und Medien Julian Nida-Rümelin im Jahr 2001 wurde in der Folgezeit der bis dahin übliche Modus der Preisvergabe überarbeitet und ab 2004 in die Hände der dazu neugegründeten Deutschen Filmakademie gelegt.[36][37]
- Der Kino-Spielfilm Für den unbekannten Hund von Benjamin und Dominik Reding ist laut Veröffentlichungs-Statistik der Filmförderungsanstalt der einzige abendfüllende, deutsche Spielfilm (mit einer Länge von über 79 min.), der trotz des Prädikats „besonders wertvoll“ der Filmbewertungsstelle Wiesbaden bis dato (Referenz-Jahr ist 2025) noch niemals im deutschen Fernsehen gezeigt wurde.[38]